# Kudypy (powiat olsztyński)
Kudypy – osada leśna w Polsce położona w województwie warmińsko-mazurskim, w powiecie olsztyńskim w gminie Gietrzwałd. W latach 1975–1998 miejscowość administracyjnie należała do województwa olsztyńskiego.
W miejscowości znajduje się arboretum.

## Historia
W lipcu 1878 r. nadleśnictwo w Kudypach wydało 137 pozwoleń na zbieranie w lesie jagód i grzybów. Najwięcej zezwoleń wystawiono dla mieszkańców Sząbruka i Łupstycha - po 33 zezwolenia. Po kilkanaście osób otrzymało zezwolenie ze wsi: Gronity i Naterki, najmniej z Gutkowa i Dajtek i tylko jedna osoba z Olsztyna. Zezwolenia na zbieranie jagód i grzybów należało wykupić. W 1881 r. wystawiona 109 taki zezwoleń (w tym 71 osób z Łupszczycha)